# Semien Achefer
Semien Achefer (ou Nord Achefer) est un woreda de la zone Mirab Godjam de la région Amhara au nord-ouest de l'Éthiopie. Le woreda a 189 716 habitants en 2007. Sa plus grande ville est Yismala.

## Géographie
Situé à l'extrémité nord-ouest de  la zone Mirab Gojjam, le woreda Semien Achefer est bordé au nord-ouest par la rivière Beles qui le sépare de la zone Semien Gondar, au nord par le lac Tana et à l'est par la rivière Gilgel Abay.
Les principales agglomérations sont Yismala (située à près de 2 000 m d'altitude au sud du woreda) et Kunzila (vers 1 800 m d'altitude au bord du lac Tana).
C'est cependant Liben (vers 2 000 m d'altitude au centre du woreda et 60 km à l'ouest de Baher Dar) qui serait le centre administratif du woreda[à vérifier].
La centrale hydroélectrique de Tana Beles, près de Kunzila, prélève de l'eau dans le lac Tana et la rejette dans la rivière Beles qui coule en direction du sud-ouest.
| Alefa (Semien Gondar) | (lac Tana)     |                 |
|                       | Semien Achefer | Bahir Dar Zuria |
|                       | Debub Achefer  | Mecha           |

## Histoire
Semien Achefer est issu de la subdivision en 2007 de l'ancien woreda Achefer .
On peut noter les anciens palais et monastères situés près de Kunzila ?[à vérifier].

## Démographie
D'après le recensement national de 2007 réalisé par l'Agence centrale de statistique d'Éthiopie, Semien Achefer a une population totale de 189 716 habitants et 8 % de la population est urbaine. La plupart des habitants (99 %) sont orthodoxes et moins de 1 % sont musulmans.
La population urbaine comprend 7 057 habitants à Yismala, 4 675 à Kunzila et 3 851 à Fendika[Où ?] selon ce même recensement.
Avec une superficie de 1 152 km2[réf. souhaitée], le woreda a en 2007 une densité de population de 165 personnes par km2.
Début 2022, la population du woreda est estimée, par projection des taux de 2007, à 257 882 habitants.